# Rodići (ruralna cjelina)
Ruralna cjelina zaseoka Rodićâ, ruralna cjelina unutar područja sela Trnbusa, Grad Omiš.

## Povijest
Oblikovala se je u 18. i 19. stoljeću. Organizacija prostora i arhitektura Rodića pripada tradicijskom slogu arhitekture unutrašnjosti Dalmacije. Rodići su smješteni u kotlini, okruženi su plodnim vrtačama. Stambene kuće, uz koje su prizemne dimne kuhinje, vatrenice nižu se uz padine brežuljka, dužim pročeljem paralelno sa slojnicama terena. Starije kuće su prizemnice, građene od nepravilnog kamenja većih dimenzija. Novije kuće su katnice pravokutnog tlocrta, građene od pravilno klesanog kamenja ujednačene veličine, krovova pokrivenih utorenim crijepom. Pojate su građene suhozidnom tehnikom od nepravilnih kamenih blokova velikih dimenzija. Krovovi su urušeni, na nekoliko je dijelom sačuvan pokrov od ražene slame. U selu su tri gumna smještena uz pojate. Rodići predstavljaju skladnu i zaokruženu ruralnu cjelinu dobro očuvane tradicijske arhitekture i visoke ambijentalne vrijednosti.

## Zaštita
Pod oznakom Z-6694 zavedena je kao nepokretno kulturno dobro - kulturno-povijesna cjelina, pravna statusa zaštićena kulturnog dobra, klasificirano kao "kulturno-povijesna cjelina".